# Eberhard Neubert
Hermann Eberhard Neubert (* 16. Dezember 1926 in Schönau bei Chemnitz; † 4. April 2006 in Freiberg) war ein deutscher Museumsdirektor und Hochschullehrer.

## Leben und Wirken
Nach dem Schulbesuch studierte Neubert an der Universität Leipzig. 1961 promovierte er an der dortigen Philosophischen Fakultät zum Dr. phil. Das Thema seiner Dissertation lautete Bemerkungen zur Ikonologie des Bergmannes. Er wurde Direktor des Stadt- und Bergbaumuseums Freiberg und wissenschaftlicher Mitarbeiter am Institut für Bergbau und Hüttenwesen an der Bergakademie Freiberg. Dort habilitierte er sich 1980 zur Thematik Darstellung der Arbeit und des Arbeiters in der bildenden Kunst der DDR (1945–1975) – Bemerkungen zur Wechselwirkung zwischen Entwicklung der Produktivkräfte und Entwicklung der bildenden Kunst zum Dr. sc. phil. An der Bergakademie Freiberg war er Dozent für Kulturtheorie und Ästhetik.

## Schriften (Auswahl)
- (Hrsg.): Josef Hegenbarth. Stadt- und Bergbaumuseum Freiberg o. J. [1959].
- (Hrsg.): Bilder vom erzgebirgischen Bergbau, Teil 1. Stadt- und Bergbaumuseum Freiberg o. J. [1960].
- (Hrsg.): Hans Steger, Plastik: Gerhard Kettner, Graphik. Stadt- und Bergbaumuseum Freiberg/Sa., Museum für Kunst und Bergbau. 28. August bis 2. Oktober 1960. Stadt- und Bergbaumuseum Freiberg 1960. (Ausstellungskatalog)
- Bemerkungen zur Ikonologie des Bergmannes. Leipzig 1961. (Dissertation)
- 100 Jahre Stadt- und Bergbaumuseum, Museum für Kunst und Bergbau, Freiberg/Sa. Freiberg 1961.
- (Hrsg.): Bergmannskinder aus aller Welt zeichnen ihre Heimat und ihr Leben. Stadt- und Bergbaumuseum Freiberg o. J. [1961].
- (Hrsg.): Unser Weg zum heute. Stadt- und Bergbaumuseum Freiberg o. J. [1964].
- (Hrsg.): Ein Blick in den Dom. Stadt- und Bergbaumuseum Freiberg o. J. [1964].
- (Hrsg.): Historische Photos. Stadt- und Bergbaumuseum Freiberg o. J. [1965].
- (Hrsg.): Ignaz Umlauf: Die Bergknappen. Wiederaufführung Freiberg 1965 anlässlich der montanwissenschaftlichen Festtage. Stadt- und Bergbaumuseum Freiberg o. J. [1965].
- (mit Richard Peter): Freiberg: Geschichte und Gesicht einer Stadt. (=Kleine Städtereihe, Band 15) Brockhaus, Leipzig o. J. [1965].
- Darstellung der Arbeit und des Arbeiters in der bildenden Kunst der DDR. Bemerkungen zur Wechselwirkung zwischen Entwicklung der Produktivkräfte und Entwicklung der bildenden Kunst. Leipzig 1981.
- (mit Eberhard Wächtler): Die historische Bergparade anläßlich des Saturnusfestes im Jahre 1719. (Faksimile nach dem Original der Bergakademie Freiberg nebst Kommentar zum Faksimiledruck). Leipzig 1982.